# Reinsfeld (Arnstadt)
Reinsfeld ist ein Ortsteil der Stadt Arnstadt im Ilm-Kreis (Thüringen).

## Geografie

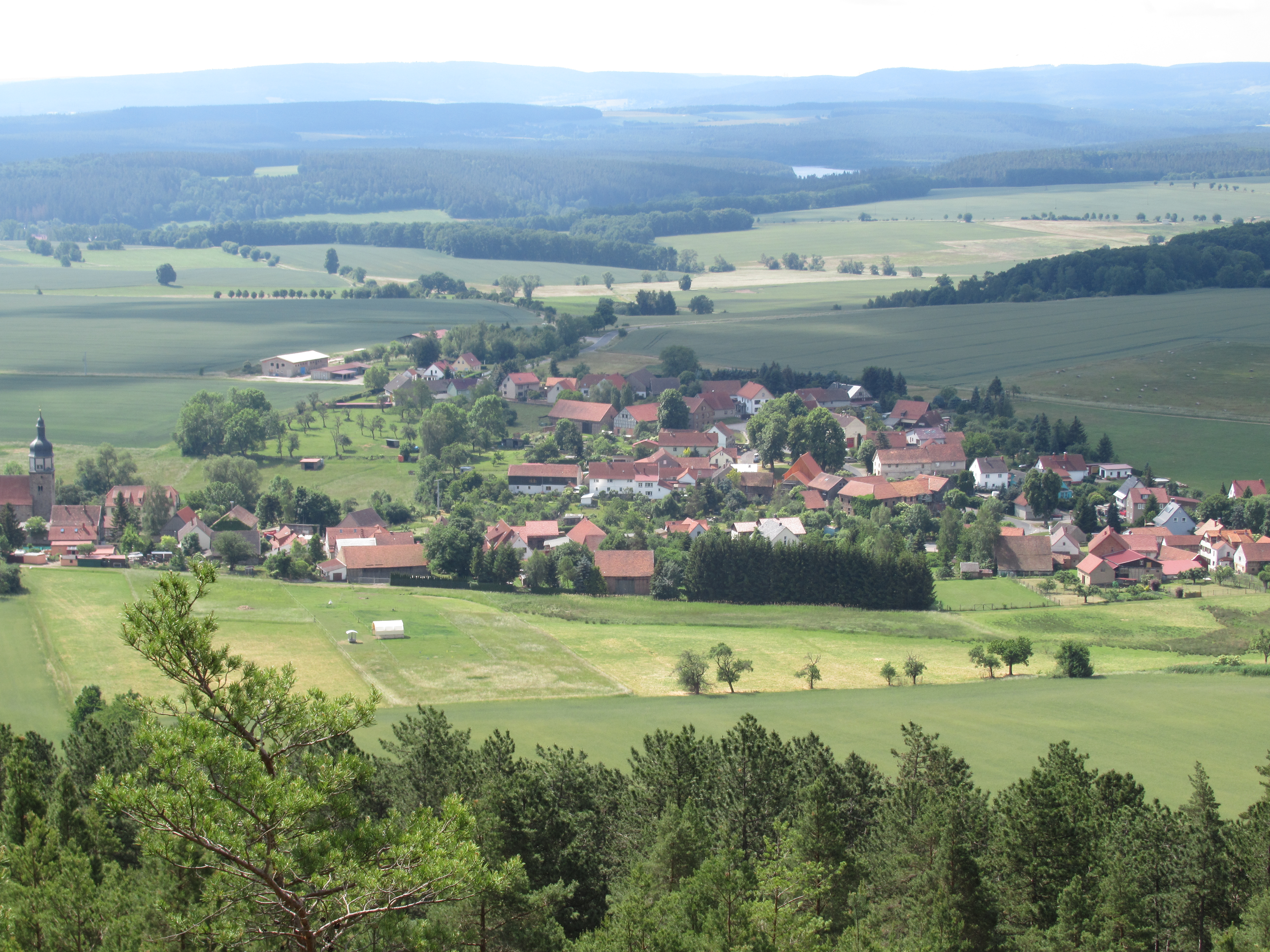
Panorama, photographiert vom Wipfrakesselblick

Reinsfeld liegt in der Hügelebene des oberen Wipfratals, an der Gomlitz, einem Nebenfluss der Wipfra. Westlich des Dorfes erheben sich die Reinsberge, die östliche Grenze der Muschelkalk-Formation Ohrdrufer Platte. Höchste Erhebung ist hier die 604 Meter hohe Reinsburg, die das Dorf um mehr als 150 Höhenmeter überragt. Im Norden umschließen die östlichen Ausläufer der Reinsberge und die 586 Meter hohe Haselkoppe das Dorf. Der Süden und Osten der Ortsflur ist hingegen nicht bewaldet und dient als landwirtschaftliche Nutzfläche. Nachbardörfer in der Wipfratal-Ebene sind Kettmannshausen im Osten, Wipfra im Südosten und Schmerfeld im Süden. Jenseits der Reinsberge folgt die Stadt Plaue im Westen und hinter der Haselkoppe im Norden liegen Branchewinda und Dannheim. Bedingt durch die nach Westen und Norden abgeschottete Lage ist das Klima des in 450 Metern Höhe gelegenen Ortes milder und trockener als in anderen Gegenden gleicher Höhenlage in Mitteldeutschland.

## Geschichte
Reinsfeld wurde im Jahr 1209 erstmals urkundlich erwähnt. Allerdings kann die Ansiedlung schon sehr viel früher bestanden haben, da Bauteile der Kirche bereits auf das Jahr 989 datiert wurden. Reinsfeld gehörte später zum Herrschaftsgebiet der Grafen von Schwarzburg, sodass es bis 1920 Teil Schwarzburg-Sondershausens (Oberherrschaft) war. 1994 wurde es Teil der neu gebildeten Gemeinde Wipfratal. Am 1. Januar 2019 wurde Wipfratal nach Arnstadt eingemeindet.

## Politik
Die Arnstädter Ortsteile Kettmannshausen, Neuroda, Reinsfeld, Schmerfeld und Wipfra haben eine gemeinsame Ortsteilverfassung gemäß § 45 Thüringer Kommunalordnung, sodass für alle fünf Ortsteile ein gemeinsamer Ortsteilbürgermeister und Ortsteilrat zuständig ist.
Der ehrenamtliche Ortsteilbürgermeister ist seit 2019 Dietmar Krause, er wurde zuletzt bei den Kommunalwahlen in Thüringen am 26. Mai 2024 im Amt bestätigt. Zusammen mit sechs weiteren Mitgliedern bildet Krause den Ortsteilrat.

## Bauwerke
Sehenswert ist die romanische Dorfkirche von Reinsfeld. Sie entstand wahrscheinlich im späten 12. Jahrhundert, wenngleich einige Bestandteile älter sind und auf das Jahr 989 geschätzt wurden. Bei der Kirche handelt es sich um eine Wehrkirche, deren Hofummauerung heute noch teilweise erhalten ist. Der massive Westturm umfasst romanische Rundbogenfenster und eine verschieferte „Thüringer Haube“ aus dem 18. Jahrhundert. Der Orgelprospekt im Innenraum stammt ebenfalls aus dem 18. Jahrhundert und ist üppig verziert. Die Kirche ist Teil des evangelischen Kirchspiels Neuroda.
Auf der Reinsburg unweit westlich des Dorfs befand sich eine Raubritterburg, die den Grafen von Käfernburg gehörte und im Jahr 1290 vom römisch-deutschen König Rudolf von Habsburg zerstört wurde. Heute sind von der Burganlage noch einige Mauerreste erhalten.
In Reinsfeld befindet sich seit 1976 ein evangelisches Freizeitheim.

## Wirtschaft und Verkehr
Reinsfeld ist ein landwirtschaftlich geprägter Ort. Größere Gewerbeansiedlungen befinden sich in den nahen Städten Arnstadt und Ilmenau.
Das Dorf wird im Westen und Norden von Bergen begrenzt, weshalb nur nach Süden und Osten Verkehrswege bestehen. Dies sind die Straßen in die Nachbardörfer Schmerfeld im Süden, Wipfra im Südosten, Kettmannshausen im Osten und Branchewinda im Nordosten. Arnstadt liegt etwa zehn Kilometer nördlich und Ilmenau etwa zehn Kilometer südlich. Die Entfernung auf der Straße ins zwei Kilometer westlich gelegene Kleinbreitenbach beträgt hingegen 18 Kilometer.

## Persönlichkeiten
- Johann Georg Schmidt (1660–1722), Apotheker, wurde in Reinsfeld geboren